# Kacsics nembeli Simon
Kacsics nembeli Simon a 13. században II. András uralkodásának idejében 1209 és 1212 között erdélyi vajda, 1212-ben pedig horvát, dalmát és szlavón bán volt.

## Családja
A Kacsics (Kačić) nemzetségből származó magyar főúr. Szülei ismeretlenek. Egyetlen testvére Mihály, 1212-ben szlavón bán volt. Mivel Mihály és Simon hirtelen, genealógiai előzmények nélkül jelent meg a korabeli magyar forrásokban, több tudós, köztük Ivan Majnarić horvát történész feltételezte, hogy az omiši Kačić-ág leszármazottai lehettek. A Kačić nemzetség egyike volt a Pacta conventában és a Supetari kartuláriumban említett horvát „tizenkét horvát nemesi törzs”nek. A testvérek első említése a 13. század elején történt, Nógrád megyei falvak, például Salgó és Hollókő birtokosaiként. Majnarić azzal érvelt, hogy a Kacsics fivérek András herceg támogatóihoz tartozhattak az idősebb testvér, Imre király elleni lázadásában. II. András 1205-ös koronázása utén a testvéreket valószínűleg magyarországi birtokokkal ajándékozta meg, létrehozva a nemzetség magyarországi ágát, amely immár a magyar nemesség részévé vált. A magyar és omiši Kačićok kapcsolatát elsősorban Šimun Kačićnak egy 1178-ben kelt okiratban Nikola nevű apjával és Jakov nevű testvérével említése, valamint egy 1190-ből származó okiratban Borislav, Bogdan nevű testvéreivel és más családtagokkal említése támasztja alá.
Régebbi történészek műveiben úgy szerepel, hogy apósa a nagyhatalmú Bár-Kalán nembeli Bánk főúr volt, aki 1212–1213-ban Magyarország nádora volt. A Bánk vejeként említett Simon, akit V. István egy 1270-es oklevele említ és valószínűleg Gertrúd királyné meggyilkolásában is részt vett, utódok nélkül halt meg. Kacsics Simonnak és ismeretlen feleségének viszont két fia (I. János és II. Simon), valamint egy lánya is született, utóbbi apáca lett. Karácsonyi János történész a Salgói (vagy Salgay) nemes családot II. Simontól származtatta, de Engel Pál a kutatásokat továbbfejlesztve a családot a Kacsics-rokonság másik névadó tagjával kapcsolta össze. Valójában Simon ága a család mellékes része maradt, és nem sokkal 1299 után ki is halt.

## Élete
Simont 1212-ben nevezték ki szlavón bánnak, aki testvérével együtt viselte ezt a méltóságot. Egy 1228-ból származó királyi oklevél megerősítette, hogy Simonnak és az ugyancsak Kacsics nembeli Töre fia Péternek döntő szerepe volt Merániai Gertrúd királyné 1213. szeptemberi meggyilkolásában. Az előkészítésben valószínűleg testvére, Mihály és a Bár-Kalán nembeli Bánk nádor is részt vett. II. András Halicsból való hazatérése után egyedül Pétert végezték ki, a Kacsics család azonban a politikai viszonyok és a király belső támogatásának hiánya miatt még megtarthatta birtokait és befolyását.
Mivel erdélyi birtokai voltak, Ivan Majnarić és Körmendi Tamás történészek szerint a Kacsics nembeli Simon azonos volt azzal a Simonnal, aki 1214-ben Szabolcs vármegye ispánja (comes) és királyi asztalnokmester (magister dapiferorum) volt. Ezt követően ezt a Simont 1215-ben erdélyi vajdaként említték. Később, 1221-ben Szatmár vármegye ispánjaként tevékenykedett.
Béla herceget, aki sokáig ellenezte apja haszontalan és felesleges örökös adományait 1226-ban a király Erdély hercegévé nevezte ki. 1228-ban országszerte kezdte visszakövetelni András király földadományait. Arra kényszerítette apját, hogy az édesanyja ellen másfél évtizeddel korábban elkövetett bűntény miatt elkobozza az összeesküvő nemesek birtokait. Ennek megfelelően Simon elvesztette is erdélyi birtokait és falvait, köztük Marosvécs várát, amelyeket a Tomaj nembeli Dénesnek és nemzetségének (a losonci Bánffy család őseinek) adományozott. Az oklevélben a király utalt is Simon aktív részvételére hitvese meggyilkolásában. Az 1228-as földelkobzás a későbbi megtorlás első jele lehet mely, ahogy Pauler Gyula történész érvelt Béla és Kálmán hercegnek az 1220-as évek eleje óta megnövekedett szerepére utal.
Körmendi Tamás történész érvelése szerint irreális, hogy II. András a gyilkosság után Simont bárói méltóságra emelte volna, ezért Simon közvetlenül a gyilkosság után még nem számított Gertrúd merénylői közé. Mivel Simont a cselekmény fegyveres résztvevőjeként említték, feltételezhető, hogy pusztán politikai okokból lett hatalmi intrikák áldozata és vádolták meg az összeesküvéssel. Bár Simon 1221 után már nem töltött be tisztséget, a kiterjedt széplaki uradalom birtoklása miatt, amely Szászrégen vidékétől a halicsi határig húzódott, némi befolyása valószínűleg maradt.

## Fordítás
Ez a szócikk részben vagy egészben  a   Simon Kacsics című angol Wikipédia-szócikk ezen változatának fordításán alapul.  Az eredeti cikk szerkesztőit annak laptörténete sorolja fel. Ez a jelzés csupán a megfogalmazás eredetét és a szerzői jogokat jelzi, nem szolgál a cikkben szereplő információk forrásmegjelöléseként.